# Sylvia buryi
La curruca yemení (Sylvia buryi) es una especie de ave paseriforme de la familia Sylviidae endémica del suroeste de Arabia.

## Distribución y hábitat
Se encuentra en los bosques de los montes del suroeste de Arabia Saudí y el oeste de Yemen. Está amenazado por la pérdida de su hábitat.